# Rosendo Matienzo Cintrón

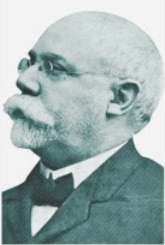
Rosendo Matienzo Cintrón.

Rosendo Matienzo Cintrón (Luquillo, - 13 de diciembre de 1913) fue un dirigente político y cooperativista de Puerto Rico.
Sus ideales y sus convicciones lo llevaron a formarse en literatura y derecho.
Dentro de su desempeño en la sociedad puertorriqueña, se destacó como excelente parlamentarista y forjador de proyectos sociales cooperativistas a principio del Siglo XX. En el aspecto político, como representante en la Cámara de Delegados, bajo el Régimen Colonial Español, radicó proyectos de ley los cuales fueron avalados por la Cámara, pero el proyecto nunca fue respaldado por el gobernador español de la Isla.
Gracias a sus viajes a Europa, conoció los modelos cooperativos de (1)Inglaterra, los (2)Pioneros de Rochdale y de las (2)Cajas de Ahorro de Raiffeisen, lo impulsaron a continuar con su ideal de bienestar social comunitario.  Evidencia previa, fundó en 1907 la “Fraternidad Social, Psicológica y Benéfica”, con el objetivo vender a precios económicos los alimentos de primera necesidad, tratando de crear así un sistema económico cooperativo para neutralizar los monopolios de aquel entonces.
A pesar de que tuvo muchos tropiezos y desavenencias en la creación de entidades que concretizaran su aspiración de justicia social en Puerto Rico, a principios de Siglo, presentó el Primer Plan Integral Global, con el propósito de iniciar un Movimiento Cooperativo que satisficiera las necesidades de la clase trabajadora. A mediados del 1908 organizó la Liga Agraria, con los mismos fines de la Fraternidad pero ahora en el quehacer agrícola; Ésta para retener la tierra en manos de agricultores puertorriqueños y no en manos de los monopolios extranjeros.
Tanto la Liga como la Fraternidad fueron entorpecidas por los grandes intereses políticos y económicos, pero no su entereza, logrando dejar en la memoria colectiva sus experiencias vividas que sirvieron en Puerto Rico para la educación cooperativista.
Así como en su Plan Integral Global, fundó el Partido de la Independencia en el 1912, poco antes de su muerte, buscó fomentar el desarrollo de cooperativas de producción y de consumo.  En dicho programa se establecía la intención de utilizar procedimientos cooperativos como alternativa de atender el problema entre el capital y la clase trabajadora.  Matienzo Cintrón no logró ver el progreso del Partido de la Independencia, ya que en el 1913 falleció.
Matienzo Cintrón trabajó y mantuvo durante toda su vida la aspiración común que tenían nuestros antepasados: “querían contribuir a crear un mejor país, donde las personas pudieran vivir en armonía una vida de paz y de justicia.”   El 6 de mayo de 1920 se aprobó la Ley #3, con el propósito de incorporar y regular sociedades cooperativas de producción y consumo.